# Продэксим
МФК «Продэксим» — украинский футзальный клуб из Херсона, участник Favbet Эк-лиги чемпионата Украины по футзалу. Четырёхкратный чемпион Украины.

## История
Команда основана в 2006 году. Неоднократно становилась чемпионом Херсона и Херсонской области по мини-футболу. В 2010 году стала серебряным призёром и обладателем кубка Украины среди любителей. В 2011 году заняла второе место в Первой лиге чемпионата Украины по мини-футболу, уступив в финале команде «СумДУ».
В сезоне 2015/16 «Продэксим» выступает в Экстра-лиге чемпионата Украины. Главный тренер команды — известный украинский футзалист Игорь Москвичёв. В заявку команды попали лишь четыре игрока, выступавших за «Продэксим» в прошлом сезоне: Дмитрий Бербенцев и Дмитрий Холоша, члены коллектива с 2006 года, а также пришедшие в 2014 году Олег Василенко и Валентин Сопильняк. Для участия в высшей лиги страны команда усилилась игроками украинских и зарубежных клубов: из польского «Ред Девилс» пришли Андрей Будин и Дмитрий Харченко, и казахского «Мунайши» — Виталий Скорый, из российского «Прогресса» — вратарь сборной Украины Кирилл Ципун, а из украинских клубов Экстра-лиги — Максим Бессалов («Локомотив»), Михаил Волянюк и Евгений Ланко («Кардинал-Ровно»), Андрей Чуднов («Спортлидер+») и Вячеслав Чуднов (ранее выступал за «Енакиевец»).
В первом матче Экстра-лиги сезона 2015/16 «Продэксим» уступил чемпиону, харьковскому «Локомотиву» со счётом 1:7.

## Достижения
- Чемпион Украины по футзалу (4): 2016/17, 2017/18, 2018/19, 2019/20
- Бронзовый призёр чемпионата Украины по футзалу: 2015/16
- Серебряный призёр чемпионат Украины по футзалу: 2020/21